# Моравице
Моравице (чеш. Moravice) — река в Чехии (Моравскосилезский край). Правый приток реки Опава.
Длина реки — 100 км. Площадь водосборного бассейна — 899 км². Среднегодовой расход воды — 7 м³/с. Питание имеет в основном снеговое и дождевое. Половодье на реке происходит весной. В верхнем течении реки расположено водохранилище Слезска Гарта (чеш. Slezská Harta), 218.7 млн м³, построенное в 1987—1998 годах и заполненное водами катастрофического наводнения 1997 года.